# Szczerców (gemeente)
De gemeente Szczerców is een landgemeente in het Poolse woiwodschap Łódź, in powiat Bełchatowski. Gmina składa się z 23 sołectw en 43 dorpen.
De zetel van de gemeente is in Szczerców.
Op 30 juni 2004 telde de gemeente 7567 inwoners.

## Oppervlakte gegevens
In 2002 bedroeg de totale oppervlakte van gemeente Szczerców 128,91 km², waarvan:
- agrarisch gebied: 60%
- bossen: 29%

De gemeente beslaat 13,3% van de totale oppervlakte van de powiat.

## Demografie
Stand op 30 juni 2004:
| Omschrijving                   | Totaal | Totaal | Vrouwen | Vrouwen | Mannen | Mannen |
| ------------------------------ | ------ | ------ | ------- | ------- | ------ | ------ |
| eenheid                        | aantal | %      | aantal  | %       | aantal | %      |
| inwoners                       | 7567   | 100    | 3845    | 50,8    | 3722   | 49,2   |
| bevolkingsdichtheid (inw./km²) | 58,7   | 58,7   | 29,8    | 29,8    | 28,9   | 28,9   |

In 2002 bedroeg het gemiddelde inkomen per inwoner 1792,62 zł.

## Administratieve plaatsen (sołectwo)
Borowa, Brzezie, Chabielice, Dubie, Grudna, Janówka, Kieruzele, Kuźnica Lubiecka, Lubiec, Magdalenów, Niwy, Osiny, Parchliny, Podklucze, Podżar, Polowa-Kościuszki, Rudzisko, Stanisławów Drugi, Stanisławów Pierwszy, Szczercowska Wieś, Szczerców,
Tatar, Zbyszek.

## Overige plaatsen
Bednarze, Chabielice-Kolonia, Drzyzdówki, Dzbanki, Edwardów, Firlej, Grabek, Józefina, Kolonia Szczercowska, Komórew, Krzyżówki, Leśniaki Chabielskie, Lubiec-Parcela, Lubośnia, Marcelów, Młynki, Osiny-Kolonia, Piecówka, Piła, Podlas, Pomykalenka, Puste Huby, Puszcza Chabielska, Puszcza Osińska, Puszcza Sulmierska, Sadykierz, Sarnówka, Szubienice, Trakt Puszczański, Zagadki, Załuże, Żabczanka.

## Aangrenzende gemeenten
Kleszczów, Kluki, Rusiec, Rząśnia, Sulmierzyce, Widawa, Zelów